# Bécancour
Bécancour – miasto w Kanadzie, w prowincji Quebec, w regionie Centre-du-Québec i MRC Bécancour. Nazwa miasta pochodzi od założonego tutaj w czasach Nowej Francji senioratu. Pierwszy ważny przypływ osadników miał miejsce w 1758 roku, kiedy to osiedli tutaj Akadyjczycy deportowani przez władze brytyjskie z obszaru dzisiejszego Nowego Brunszwiku. 
Liczba mieszkańców Bécancour wynosi 11 134. Język francuski jest językiem ojczystym dla 97,7%, angielski dla 0,7% mieszkańców (2006).